# Turkan
Turkan est un village dans le district de Khazar, à Bakou.

## Histoire
Turkan signifie ''beau'' en turc.

## Population
Le village a une population de 10 108 habitants. La plupart sont des bakinois.